# Evotella rubiginosa
Evotella rubiginosa är en orkidéart som först beskrevs av Otto Wilhelm Sonder och Harry Bolus, och fick sitt nu gällande namn av Hubert Kurzweil och Hans Peter Linder. Evotella rubiginosa ingår i släktet Evotella och familjen orkidéer. Inga underarter finns listade i Catalogue of Life.